# SC Tasmania 1900 Berlín
El SC Tasmania 1900 Berlín (en alemán y oficialmente: Sport-Club Tasmania von 1900 Berlin e.V.) fue un equipo de fútbol de Alemania que alguna vez jugó en la Bundesliga, la liga de fútbol más importante del país.

## Historia
Fue fundado el 2 de junio de 1900 en la ciudad de Berlín con el nombre Rixdorfer TuFC Tasmania 1900, cambiándolo cuando Rixdorf lo cambió a Neukölln en 1912. SC Tasmania 1900 Berlin fue uno de los equipos fundadores de la Deutscher Fußball-Bund or German Football Association en Leipzig en 1900. Al finalizar la Segunda Guerra Mundial, los aliados disolvieron al equipo, el cual regresó en 1946 con el nombre SG Mitte-Neukölln antes de 1949, cuando regresaron a su nombre anterior.
El nombre, según la página en inglés de la Wikipedia acerca del club, vendría de la región australiana adonde habían emigrado algunos de sus fundadores.
En 1965 el único equipo de Berlín en la Bundesliga era el Hertha BSC, pero su licencia fue revocada y fue descendido por romper las reglas de la liga sobre el salario de los jugadores. La Deutscher Fußball-Bund or German Football Association buscaba que la Bundesliga mantuviera un representante de la ciudad por razones políticas y porque este hecho fue uno de los episodios más extraños en la historia de la Bundesliga.
El Karlsruher SC y el FC Schalke 04 buscaban reclamar la plaza vacante que dejó el Hertha BSC, pero se decidió suspender el descenso para esa temporada para aumentar los equipos de la liga de 16 a 18 y así acomodar a los 2 equipos provenientes de la Regionalligen (liga inferior del fútbol alemán en ese entonces). Las políticas de la Guerra Fría hicieron ver la necesidad de un nuevo equipo de la anterior capital que reemplazara al Hertha.
El campeón de la Regionalliga Berlin, el Tennis Borussia Berlin, falló en avanzar a la Bundesliga por el ascenso regular, el cual lo ganaron Bayern Munich y Borussia Mönchengladbach. El subcampeón, el Spandauer SV, rechazó la promoción, lo que le daba al tercer lugar, el Tasmania 1900 de representar a Berlín en la Bundesliga, 2 semanas antes de iniciar la temporada en 1965/66.
Con una buena actuación en la débil Regionalliga Berlin, el Tasmania 1900 se encontró en serios problemas en la Bundesliga, a pesar de ganar su partido inaugural 2-0 ante el Karlsruher SC en el Olympiastadion, terminó convirtiéndose en el peor equipo de la Bundesliga en la historia (en una temporada de 34 partidos), ya que sólo tuvo 2 victorias en la temporada, solo anotaron 15 goles y recibieron 108, terminando con 8 puntos de 68 en juego (la victoria daba 2 puntos) y el único que no los pudo vencer fue el 1. FC Kaiserslautern, con quien empató 2 veces (0-0 y 1-1) y el 0-0 en Betzenberg fue el único punto que consiguieron de visitantes.
Fue descendido y de regreso a la Regionalliga Berlin, accediendo a la ronda de promoción en 2 ocasiones, en 1966 y 1973, pero nunca volvió a la Bundesliga y para 1973 la Neukölln Sports Association se declaró en bancarrota y el equipo desapareció.

### SV Tasmania-Gropiusstadt 1973
Es el equipo sucesor del SC Tasmania 73 Neukölln, llamado SV Tasmania-Gropiusstadt 1973 en el 2000. cuando el equipo inició en el nivel más bajo del fútbol alemán en 1973 y rápidamente obtuvo buenos resultados, a sus equipos menores les permitieron jugar en las divisiones menores con el nombre viejo.

## Estadísticas negativas del equipo
Como el peor equipo en la historia de la Bundesliga, el SC Tasmania 1900 Berlin es poseedor de los siguientes datos negativos de la historia de la liga:
- 51.º de 51 en la tabla histórica de la Bundesliga.[4]
- Menor cantidad de puntos en una temporada: 8, con el viejo sistema de 2 puntos por victoria, 10 con el sistema actual de 3 puntos por victoria.
- Menos victorias en una temporada: 2 (empatado con el Wuppertaler SV de la temporada 1974–1975).
- Más derrotas en una temporada: 28.
- Único equipo en la historia de la Bundesliga que no ganó un juego como visitante.
- Racha más larga sin victorias: 31 juegos (14 de agosto de 1965 – 21 de mayo de 1966).
- Más derrotas como local: 12.
- Más derrotas consecutivas como local: 8 juegos (28 de agosto de 1965 – 8 de diciembre de 1965), empatado con el Hansa Rostock en 2004–05.
- Más derrotas consecutivas: 10, empatado con el Arminia Bielefeld en 1999–2000, por lo que algunos aficionados cantaron "Tasmania Bielefeld!" durante la racha de derrotas.
- Peor diferencia de goles: 15 a favor–108 en contra.
- Menor cantidad de goles del goleador de un equipo: 4, de Wulf-Ingo Usbeck.
- Peor derrota como local: 0–9 ante el Meidericher SV (26 de marzo de 1966); casi igualado por el Bayer Leverkusen que venció al SSV Ulm 1846 9–1 en el 2000, Leandro Fonseca anotó para el Ulm en el tiempo de reposición.
- Hasta 1993 tuvieron el mayor tiempo sin anotar un gol: 831 minutos (2 de octubre de 1965 – 11 de diciembre de 1965), cuando sobrepasaron al equipo el 1. FC Saarbrücken y el 1. FC Köln.
- Peor asistencia a un partido de la Bundesliga: 827 espectadores (15 de enero de 1966 ante el Borussia Mönchengladbach) luego de que asistieran 81.500 al primer partido de local y 70.000 al segundo.

## Palmarés
- Regionalliga Berlin: 1

1963/64

## Participación en competiciones de la UEFA
| Temporada | Torneo         | Ronda | Club       | Casa | Visita | Global |
| --------- | -------------- | ----- | ---------- | ---- | ------ | ------ |
| 1962-63   | Copa de Ferias | 1     | Utrecht XI | 1-2  | 2-3    | 3-5    |

## Entrenadores
- Gunther Baumann 1963-64
- Franz Linken 1964-65
- Heinz-Ludwig Schmidt 1965-68
- Gyula Lóránt 1968-69
- Milan Antolković 1969-70
- Hans Hipp 1970-72
- Peter Velhorn 1972-73